# Matinsaari (ö i Egentliga Tavastland)
Matinsaari är en ö i Finland. Den ligger i sjön Ylinen Savijärvi och i kommunen Hattula i den ekonomiska regionen  Tavastehus ekonomiska region  och landskapet Egentliga Tavastland, i den södra delen av landet, 100 km norr om huvudstaden Helsingfors. Öns area är 0,4 hektar och dess största längd är 90 meter i sydöst-nordvästlig riktning.